# Pfarrkirche Holzhausen

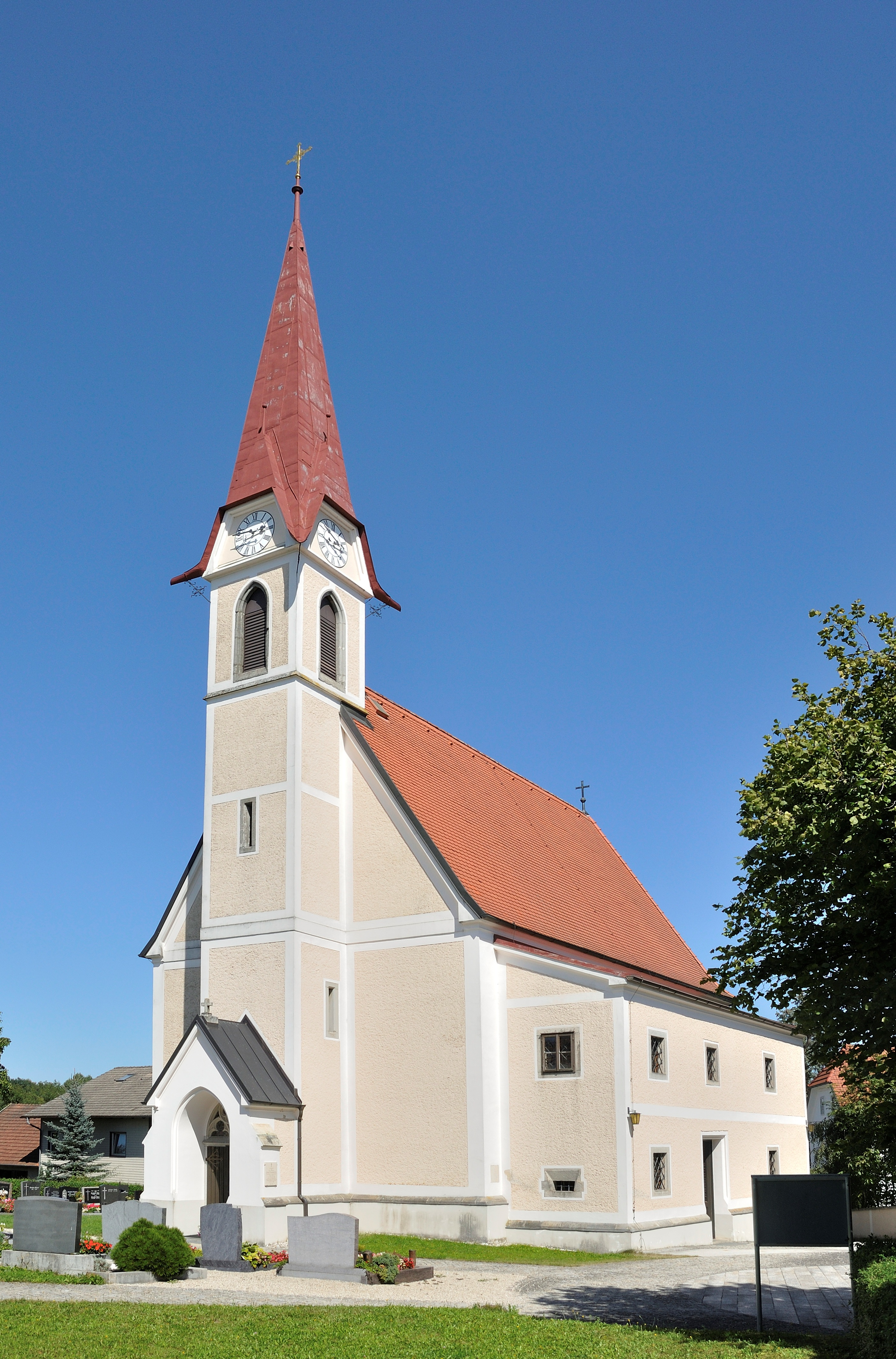
Katholische Pfarrkirche hl. Vitus in Holzhausen

Die römisch-katholische Pfarrkirche Holzhausen steht in der Gemeinde Holzhausen im Bezirk Wels-Land in Oberösterreich. Sie ist dem heiligen Vitus geweiht und gehört zum Dekanat Wels in der Diözese Linz. Das Bauwerk und der Friedhof stehen unter Denkmalschutz (Listeneintrag).

## Geschichte
Die Kirche ist eine spätgotische Kirche aus der zweiten Hälfte des 15. Jahrhunderts.

## Architektur
Kirchenäußeres
Die Kirche macht trotz ihrer geringen Abmessungen einen lichten und weiträumigen Eindruck. Der Westturm hat einen Spitzhelm.
Kircheninneres
Das dreijochige Langhaus ist einschiffig. Darüber ist Netzrippengewölbe. Der Chor ist gleich breit wie das Langhaus und schließt im 5/8.

## Ausstattung
Die Ausstattung ist neugotisch. Hinter dem Tabernakelhochaltar ist ein Bild des heiligen Joachim und der heiligen Anna von Bartolomeo Altomonte aus dem Jahr 1749. Es wird von einem alten Rahmen gerahmt. Das Aufsatzbild zeigt die heilige Anna. Die beiden Bilder stammen aus der ehemaligen Karmeliterinnenkirche in Linz. Sie wurden 1955 restauriert. Im Chor steht ein geschnitzter Tischaufsatz im Stil des Rokoko aus der Zeit zwischen 1760 und 1770. Im Chor befinden sich ebenfalls zwei ganzfigurale Reliefgrabsteine von 1514 und 1526. Das Sakristeilavabo entstand um 1600.